# مارک لینفلد
مارک لینفلد نویسنده، تهیه کننده و کارگردان فیلم‌های مستند طبیعت برای سینما و تلویزیون است. او بیشتر برای همکاری با واحد تاریخ طبیعت بی‌بی‌سی به عنوان تهیه کننده دو قسمت از مجموعه تلویزیونی سیاره زمین (۲۰۰۶) و نویسنده و دستیار کارگردان فیلم زمین (۲۰۰۷) شناخته شده است.